# Anse à la Digue
Anse à la Digue – zatoka (ang. cove, fr. anse) zatoki Bay of Rocks w kanadyjskiej prowincji Nowa Szkocja, w hrabstwie Richmond; nazwa urzędowo zatwierdzona 10 marca 1976.